# Barajul Cugir
Barajul ”Canciu” Raul Mare Cugir
| Nr crt | Baraj              | Tip                                 | NNR (mdM) | Nivel maxim (mdM) | Cotă talveg (mdM) | Coronament baraj (mdM) | Hbaraj (m) | Lcor (m) | VNNR (mil. m3) | VNmax (mil m3) |
| 1      | Oașa               | Anrocamente cu mască de beton armat | 1255      | 1257              | 1170              | 1259                   | 91         | 300      | 136,2          | 147,615        |
| 2      | Cugir              | beton în arc                        | 1007      |                   | 971               | 1013,50                | 48         | 120      | 0,985          | 1,770          |
| 3      | Tău                | beton în arc                        | 790       | 793               | 734               | 795                    | 78         | 176      | 21,3           | 23,79          |
| 4      | Obrejii de Căpâlna | beton în arc                        | 409       | 410,60            | 383               | 411                    | 46         | 145      | 3,92           | 4,46           |
| 5      | Petrești           | stăvilar                            | 294       | 295               | 284               | 296                    | 22         | 27       | 1,35           | 1,68           |

Amenajarea Cugir se situează în partea mediană a munților Șureanu pe râul Cugirul Mare în aval de confluența pârâului Boșorogul cu râul Mare Cugir.
Descărcătorul de ape mari pentru evacuarea viiturilor  are trei deschideri de câte 9.00 m lățime.
Profilul deversorului este de tip practic (Creager - Ofițerov) cel mai curent folosit în practică.
Dispunerea deschiderilor deversante în ploturile centrale: plotul 5, plotul 6, plotul 7 și plotul 8 a fost aleasă astfel încât la deversare apa să se încadreze în limitele malurilor naturale pe versanți. Deschiderea centrală are cota crestei la 1007,00 mdM, iar cele marginale la 1008,00 mdM. În acest fel debitele curente și plutitorii din lac vor fi deversați prin deschiderea centrală.
La cota radier pod, 1012.96 mdM debitul evacuat este de aproximativ 800 mc/s.
Golirea de fund,  este situată la cota 983,00 mdM și se află în plotul 6 al barajului, priza golirii de fund este prevăzută cu un grătar rar, golirea de fund se închide în aval cu o vană segment de 1.32 x 2.64 mp, iar în amonte cu un batardou metalic.
Pentru nivelul apei la NNR = 1007.00 mdM prin golirea de fund se pot evacua aproximativ 80 mc/s.